# Kvantitet (fonetik)
Kvantitet betecknar inom fonetiken den relativa distinktiva längden hos en vokal eller konsonant. Kvantitetsspråk är språk där språkljudens relativa längd är distinktiv. Ett exempel på kvantitetsspråk är svenskan.

### Fotnoter
1. ↑  Engstrand (2007), s. 121